# Liste der Monuments historiques in Saint-Nicolas-de-Port
Die Liste der Monuments historiques in Saint-Nicolas-de-Port führt die Monuments historiques in der französischen Gemeinde Saint-Nicolas-de-Port auf.

## Liste der Immobilien
| Bezeichnung                                      | Beschreibung                                                                            | Standort                           | Kennzeichnung | Schutzstatus   | Datum | Bild           |
| ------------------------------------------------ | --------------------------------------------------------------------------------------- | ---------------------------------- | ------------- | -------------- | ----- | -------------- |
| Wohn- und Geschäftshaus                          | Fassadenelemente aus dem 16. Jahrhundert                                                | 9 place de la République (Lage)    | PA00106364    | Classé         | 1933  | weitere Bilder |
| Brauhaus der Grandes Brasseries de Saint-Nicolas | von 1925 bis 1932 erbaut, Architekt Fernand César; heute Musée français de la brasserie | 60, 62 rue Charles-Courtois (Lage) | PA00106360    | Classé Inscrit | 1988  | weitere Bilder |
| Wohn- und Geschäftshaus                          | vom Anfang des 19. Jahrhunderts                                                         | 1, 3 rue Charles-Courtois (Lage)   | PA00106363    | Inscrit        | 1976  |                |
| Kloster der Congrégation Notre-Dame              | Kapelle, 1750 erbaut                                                                    | 31 rue Bonnardel (Lage)            | PA00106361    | Classé         | 1988  | weitere Bilder |
| Basilika St-Nicolas                              | ab dem Ende des 15. Jahrhunderts                                                        | Rue Simon Moycet (Lage)            | PA00106362    | Classé         | 1840  | weitere Bilder |

## Liste der Objekte
| Bezeichnung                                                       | Beschreibung | Standort                                 | Kennzeichnung | Schutzstatus | Datum | Bild           |
| ----------------------------------------------------------------- | --- | ---------------------------------------- | ------------- | ------------ | ----- | -------------- |
| Bibliotheksschrank                                                | um 1893 von Eugène Vallin gebaut; zugehörig die 14 Tafelbilder des Nikolauszyklus (PM54001211 bis PM54001224)   | in der Basilika St-Nicolas (Lage)        | PM54001210    | Classé       | 1998  |                |
| Gemälde Wannen- und Säuglingswunder                               | Ölfarbe auf Holz, 16. Jahrhundert                                                                               | in der Basilika St-Nicolas (Lage)        | PM54001211    | Classé       | 1998  |                |
| Gemälde Mitgiftspende                                             | Ölfarbe auf Holz, 16. Jahrhundert                                                                               | in der Basilika St-Nicolas (Lage)        | PM54001212    | Classé       | 1998  |                |
| Gemälde Bischofswahl des heiligen Nikolaus                        | Ölfarbe auf Holz, 16. Jahrhundert                                                                               | in der Basilika St-Nicolas (Lage)        | PM54001213    | Classé       | 1998  |                |
| Gemälde Auferweckung der getöteten Scholaren                      | Ölfarbe auf Holz, 16. Jahrhundert                                                                               | in der Basilika St-Nicolas (Lage)        | PM54001214    | Classé       | 1998  |                |
| Gemälde Die Gottesmutter heilt den ruhenden Nikolaus              | Ölfarbe auf Holz, 16. Jahrhundert                                                                               | in der Basilika St-Nicolas (Lage)        | PM54001215    | Classé       | 1998  |                |
| Gemälde Stratelatenwunder: Nikolaus erscheint dem Kaiser im Traum | Ölfarbe auf Holz, 16. Jahrhundert                                                                               | in der Basilika St-Nicolas (Lage)        | PM54001216    | Classé       | 1998  |                |
| Gemälde Nikolaus am heiligen Grab                                 | Ölfarbe auf Holz, 16. Jahrhundert                                                                               | in der Basilika St-Nicolas (Lage)        | PM54001217    | Classé       | 1998  |                |
| Gemälde Kornwunder                                                | Ölfarbe auf Holz, 16. Jahrhundert                                                                               | in der Basilika St-Nicolas (Lage)        | PM54001218    | Classé       | 1998  |                |
| Gemälde Stillung des Seesturms                                    | Ölfarbe auf Holz, 16. Jahrhundert                                                                               | in der Basilika St-Nicolas (Lage)        | PM54001219    | Classé       | 1998  |                |
| Gemälde Nikolaus heilt die Kranken                                | Ölfarbe auf Holz, 16. Jahrhundert                                                                               | in der Basilika St-Nicolas (Lage)        | PM54001220    | Classé       | 1998  |                |
| Gemälde Nikolaus unterstützt die Armen                            | Ölfarbe auf Holz, 16. Jahrhundert                                                                               | in der Basilika St-Nicolas (Lage)        | PM54001221    | Classé       | 1998  |                |
| Gemälde Tod des heiligen Nikolaus                                 | Ölfarbe auf Holz, 16. Jahrhundert                                                                               | in der Basilika St-Nicolas (Lage)        | PM54001222    | Classé       | 1998  |                |
| Gemälde Quellenwunder am Grab des heiligen Nikolaus               | Ölfarbe auf Holz, 16. Jahrhundert                                                                               | in der Basilika St-Nicolas (Lage)        | PM54001223    | Classé       | 1998  |                |
| Gemälde Nikolaus rettet ein verschlepptes Kind                    | Ölfarbe auf Holz, 16. Jahrhundert                                                                               | in der Basilika St-Nicolas (Lage)        | PM54001224    | Classé       | 1998  |                |
| Taufbecken                                                        | Stein, 16. Jahrhundert                                                                                          | in der Basilika St-Nicolas (Lage)        | PM54000819    | Classé       | 1840  |                |
| Reliquienbüste des heiligen Nikolaus                              | Silber, 17. Jahrhundert                                                                                         | in der Basilika St-Nicolas (Lage)        | PM54000827    | Classé       | 1960  |                |
| Sakristeischrank                                                  | Eichenholz, zweite Hälfte des 18. Jahrhunderts                                                                  | in der Basilika St-Nicolas (Lage)        | PM54000836    | Classé       | 1982  |                |
| Skulptur Heiliger Sebastian                                       | Stein, um 1600                                                                                                  | in der Basilika St-Nicolas (Lage)        | PM54001878    | Inscrit      | 1996  |                |
| Lothringer Kreuz                                                  | Holz, Schmiedeeisen, 1725                                                                                       | in der Basilika St-Nicolas (Lage)        | PM54001881    | Inscrit      | 1996  |                |
| Skulptur eines Heiligen                                           | Holz, farbig gefasst, 18. Jahrhundert                                                                           | in der Basilika St-Nicolas (Lage)        | PM54001887    | Inscrit      | 1974  |                |
| Skulptur Madonna mit Kind (1)                                     | Holz, vergoldet, um 1700                                                                                        | in der Basilika St-Nicolas (Lage)        | PM54001889    | Inscrit      | 1974  |                |
| Zwei Engelsskulpturen                                             | Holz, farbig gefasst und vergoldet, 18. Jahrhundert                                                             | in der Basilika St-Nicolas (Lage)        | piédesta      | Inscrit      | 1996  |                |
| Zwölf-Apostel-Retabel                                             | Stein, 16. Jahrhundert                                                                                          | in der Basilika St-Nicolas (Lage)        | PM54000825    | Classé       | 1908  |                |
| Drei Tafelschiffe                                                 | Silber, 17. und 19. Jahrhundert                                                                                 | in der Basilika St-Nicolas (Lage)        | PM54000826    | Classé       | 1985  |                |
| Reliquienmonstranz                                                | Silber und Kupfer, vergoldet, 1741                                                                              | in der Basilika St-Nicolas (Lage)        | PM54000828    | Classé       | 1960  |                |
| Hauptaltar                                                        | Marmor, Holz, farbig gefasst, Anfang des 18. Jahrhunderts                                                       | in der Basilika St-Nicolas (Lage)        | PM54000832    | Classé       | 1980  |                |
| Skulptur Petrus                                                   | Stein, um 1700                                                                                                  | in der Basilika St-Nicolas (Lage)        | PM54000837    | Classé       | 1982  |                |
| Skulptur Heiliger Rochus                                          | Stein, um 1500                                                                                                  | in der Basilika St-Nicolas (Lage)        | PM54001877    | Inscrit      | 1996  |                |
| Skulpturengruppe Heilige Familie                                  | Holz, farbig gefasst, 18. Jahrhundert                                                                           | in der Basilika St-Nicolas (Lage)        | PM54001879    | Inscrit      | 1996  |                |
| Urkundentruhe                                                     | mit Ballaststein; Schmiedeeisen, Stein, 16. bis 18. Jahrhundert                                                 | in der Basilika St-Nicolas (Lage)        | PM54001882    | Inscrit      | 1996  |                |
| Grablegungsgruppe                                                 | Stein, 15. und 17. Jahrhundert                                                                                  | in der Basilika St-Nicolas (Lage)        | PM54001883    | Inscrit      | 1996  |                |
| Kruzifix                                                          | Elfenbein, 18. Jahrhundert                                                                                      | in der Basilika St-Nicolas (Lage)        | PM54001884    | Inscrit      | 1974  |                |
| Skulptur Madonna mit Kind (2)                                     | Stein, Ende des 13. Jahrhunderts                                                                                | in der Basilika St-Nicolas (Lage)        | PM54000823    | Classé       | 1908  |                |
| Relief Judith und Holofernes                                      | Stein, übertüncht, um 1600                                                                                      | in der Basilika St-Nicolas (Lage)        | PM54000830    | Classé       | 1981  |                |
| Prozessionskreuz                                                  | Silber und Bronze, vergoldet, Bergkristall, Amethyst, 14. und 16. Jahrhundert                                   | in der Basilika St-Nicolas (Lage)        | PM54000831    | Classé       | 1980  |                |
| Altarkreuz und sechs Altarleuchter                                | Kupfer, 19. Jahrhundert                                                                                         | in der Basilika St-Nicolas (Lage)        | PM54000833    | Classé       | 1980  |                |
| Anhänger Heiliger Nikolaus                                        | Kupfer, Email, um 1700; auf den Armreliquiar montiert                                                           | in der Basilika St-Nicolas (Lage)        | PM54001006    | Classé       | 1960  |                |
| Wandgemälde                                                       | aus dem 16. Jahrhundert                                                                                         | in der Basilika St-Nicolas (Lage)        | PM54000818    | Classé       | 1840  | weitere Bilder |
| Reliquienkreuz                                                    | Silber, 15. Jahrhundert                                                                                         | in der Basilika St-Nicolas (Lage)        | PM54000835    | Classé       | 1980  |                |
| Liturgische Gewänder                                              | Kasel, Stola, Manipel, Kelchvelum und Bursa; Damast, Silber- und Seidenfaden, Mitte des 18. Jahrhunderts        | in der Basilika St-Nicolas (Lage)        | PM54000829    | Classé       | 1975  |                |
| Skulptur Heiliger Stephan                                         | Stein, um 1525                                                                                                  | in der Basilika St-Nicolas (Lage)        | PM54000838    | Classé       | 1982  |                |
| Kelch                                                             | Silber, vergoldet, um 1800                                                                                      | in der Basilika St-Nicolas (Lage)        | PM54000839    | Classé       | 1982  |                |
| Skulptur Mariä Himmelfahrt                                        | Holz, übertüncht, 18. Jahrhundert                                                                               | in der Basilika St-Nicolas (Lage)        | PM54001880    | Inscrit      | 1996  |                |
| Skulptur Madonna                                                  | Holz, 18. Jahrhundert                                                                                           | in der Basilika St-Nicolas (Lage)        | PM54001885    | Inscrit      | 1974  |                |
| Kettenreliquiar                                                   | Ketten: Schmiedeeisen, 17. oder 18. Jahrhundert; Schrein: Kupfer, vergoldet, zweite Hälfte des 19. Jahrhunderts | in der Basilika St-Nicolas (Lage)        | PM54001890    | Inscrit      | 1996  |                |
| Kruzifix einer Kreuzigungsgruppe                                  | Stein, 1584 | in der Basilika St-Nicolas (Lage)        | PM54001892    | Inscrit      | 1996  |                |
| Armreliquiar des heiligen Nikolaus                                | Silber, vergoldet, Kupfer, Email, Diamant, Smaragd, Topas, um 1893 von Berger-Nesme angefertigt                 | in der Basilika St-Nicolas (Lage)        | PM54001209    | Classé       | 1998  |                |
| Kirchenfenster                                                    | in der Kapelle St-Pierre; transparentes Glas mit Grisaille, um 1544                                             | in der Basilika St-Nicolas (Lage)        | PM54000817    | Classé       | 1840  |                |
| Chorgestühl und Wandvertäfelung                                   | Holz, 17. Jahrhundert                                                                                           | in der Basilika St-Nicolas (Lage)        | PM54000820    | Classé       | 1840  |                |
| Pietà                                                             | Stein, 16. Jahrhundert                                                                                          | in der Basilika St-Nicolas (Lage)        | PM54000822    | Classé       | 1908  |                |
| Skulptur Heiliger Nikolaus (1)                                    | Stein, 1567, der Schule von Ligier Richier zugeschrieben                                                        | in der Basilika St-Nicolas (Lage)        | PM54000824    | Classé       | 1908  |                |
| Orgel                                                             | Haupteintrag für PM54000834                                                                                     | in der Basilika St-Nicolas (Lage)        | PM54001321    | Classé       | 1980  | weitere Bilder |
| Orgelprospekt                                                     | 1846 gebaut | in der Basilika St-Nicolas (Lage)        | PM54000834    | Classé       | 1980  | weitere Bilder |
| Skulptur Heiliger Nikolaus (2)                                    | Holz, farbig gefasst und vergoldet, 18. Jahrhundert                                                             | in der Basilika St-Nicolas (Lage)        | PM54001876    | Inscrit      | 1984  |                |
| Zwei Votivskulpturen                                              | Holz, farbig gefasst, 18. Jahrhundert                                                                           | in der Basilika St-Nicolas (Lage)        | PM54001886    | Inscrit      | 1974  |                |
| Skulptur eines heiligen Bischofs                                  | Holz, 18. Jahrhundert                                                                                           | in der Basilika St-Nicolas (Lage)        | PM54001888    | Inscrit      | 1974  |                |
| Gemälde Kreuzabnahme                                              | Ölfarbe auf Leinwand, vergoldeter Holzrahmen, Mitte des 17. Jahrhunderts                                        | in der Basilika St-Nicolas (Lage)        | PM54001891    | Inscrit      | 1978  |                |
| Tafelschiff                                                       | Silber, vergoldet, Perlmutt, Ende des 16. Jahrhunderts                                                          | in der Basilika St-Nicolas (Lage)        | PM54000821    | Classé       | 1897  |                |
| Kältemaschine                                                     | um 1930 gebaut                                                                                                  | im Musée français de la brasserie (Lage) | PM54000840    | Classé       | 1988  |                |
| Drei Braukessel                                                   | 1931 gebaut | im Musée français de la brasserie (Lage) | PM54000841    | Classé       | 1988  |                |